# سیارک ۴۴۹۳
سیارک ۴۴۹۳ (به انگلیسی: 4493 Naitomitsu، نامگذاری:1988TG1) چهار هزار و چهارصد و نود و سومین سیارک کشف شده‌است که در ۱۴ اکتبر ۱۹۸۸ کشف شد.
قدر مطلق سیارک برابر ۸۳.۹ است.